# (2491) Tvashtri
(2491) Tvashtri est un astéroïde de la ceinture principale, de la famille de Hungaria.

## Description
(2491) Tvashtri est un astéroïde de la ceinture principale, de la famille de Hungaria. Il présente une orbite caractérisée par un demi-grand axe de 1,88 UA, une excentricité de 0,05 et une inclinaison de 22,9° par rapport à l'écliptique.

## Compléments